# Rekesvint
Rekkesvint (špansko, portugalsko in gališko Recesvinto, latinsko Recesvindus) je bil od leta 649 do 672 vizigotski kralj Hispanije in Septimanije. Do očetove smrti leta 653 je bil očetov sovladar, * ni znano, † 1. september 672

## Vladanje
Pod Rekesvintom je Vizigotsko kraljestvo uživalo devetnajst let (653–672) neprekinjenega miru. Izjema je bil kratkotrajen upor Vaskonov, ki ga je vodil plemič Froja. Froja je bil  "izgnan Got, ki je pred vladarjevim preganjanjem, tako kot mnogo drugih, pobegnil na ozemlje Baskov. On in Baski so pustošili po dolini Ebra, plenili cerkve, ubijali duhovnike in oblegali mesto Zaragoza. Rekesvint je oblegal in osvojil Zaragozo in Frojo ubil".
Leta 654 je objavil zakonik Liber Iudiciorum, ki je nadomestil Alarikov breviarij. Zakonik običajnega prava je veljal tako za Gote kot za hispano-rimske podložnike. Liber Iudiciorum se je bolj kot germanskih držal starih rimskih zakonov. Z zakonikom je bilo prepovedanih veliko ključnih judovskih običajev, vključno z obrezovanjem moških, zakoni o prehrani (kašrut), zakoni o zakonskih zvezah in slovesnostih in praznovanje Pashe.
Poleg tega so cerkveni sveti v vizigotski prestolnici Toledo (Toletum) postali najmočnejša sila v državi. Škofi so postali glavna podpora monarhije. Will Durant o tem piše: "[Škofi so] s svojo vrhunsko izobrazbo in organiziranostjo prevladovali nad plemiči, ki so skupaj z njimi sedeli v vladnih svetih v Toledu; in čeprav je bila kraljeva avtoriteta teoretično absolutna in je on izbiral škofe, so ga volili ravno ti sveti in vnaprej zahtevali politične subvencije".
Rekesvint je umrl 1. septembra 672, malo pred prvim arabskim pohodom na Betiko.

## Rekesvintova votivna krona
Rekesvintova votivna krona je izjemen primer hispanske gotske umetnosti. Najdena je bila v zakladu iz Guarrazarja, v katerem je bilo več kron in križev kraljev iz Toleda, s katerimi so  izkazovali svojo pravovernost in podrejenost cerkveni hierarhiji. Zaklad so v letih 1858 do 1861 odkrili na arheološkem polju Huerta de Guarrazar v mestu Guadamur pri Toledu. Rekesvintova votivna krona je zdaj v Španskem nacionalnem arheološkem muzeju v Madridu. Med zlatimi kronami, okrašenimi z dragulji, največ pozornosti vzbuja prav njegova, predvsem zaradi izvrstne izdelave in filigranskih latinskih črk, ki visijo z nje. Napis pod krono se glasi: RECCESVINTHVS REX Offeret (poklon kralja Rekesvinta).